# Andrej Očenáš
Andrej Očenáš (Selce, 8 gennaio 1911 – Bratislava, 8 aprile 1995) è stato un compositore slovacco.

## Biografia
Compì gli studi presso l'istituto magistrale di Banská Bystrica (1930), quindi studiò composizione e direzione d'orchestra al Conservatorio di Bratislava (1937) e composizione alla Scuola di perfezionamento del Conservatorio di Praga (1938). 
Dal 1930 al 1939 fu insegnante a Medzibrod e a Ivanka pri Dunaji, dal 1939 al 1950 su responsabile delle trasmissioni musicali della Radio cecoslovacca, dal 1950 al 1954 ricoprì l'incarico di direttore del conservatorio, quindi dal 1955 al 1957 fu segretario dell'Unione dei compositori slovacchi. Dal 1957 al 1962 tornò a occuparsi di trasmissioni radiofoniche, come caporedattore delle trasmissioni musicali della Radio cecoslovacca, dal 1963 al 1969 fu ancora primo segretario dell'Unione dei compositori slovacchi, di cui fu presidente dal 1978 al 1982.
In parallelo con gli incarichi elencati fu insegnante al conservatorio per trent'anni a partire dal 1942, poi fino al 1983 all'Alta scuola di arti musicali, in cui fu pure decano della facoltà musicale dal 1975 al 1979.
Come compositore si orientò sulla musica sinfonica, sulla musica vocale-sinfonica e sulla musica da camera e fu ispirato soprattutto dalle tradizioni folkloristiche della sua regione natale. Creò musica di scena per opere letterarie di autori slovacchi, fra cui Smrť Jánošíkova ("Morte di Jánošík" di Ján Botto (1948), Marína di Andrej Sládkovič (1948) ed Herodes a Herodias ("Erode ed Erodiade") di Pavol Országh Hviezdoslav (1955), ma musicò anche versi di Janko Kráľ, Rudolf Fabry, Ján Kostra, Milan Lajčiak e altrui. Compose il balletto Vrchárska pieseň ("Canto montanaro") (1964) e la sinfonia di scena Román o ruži ("Romanzo della rosa") (1969–1970). Notevoli sono le sue suite per orchestra Povesti o rodnom kraji ("Leggende sulla regione natale") (1943) e Ruralia slovaca (1957). Si dedicò anche all'adattamento e al montaggio di canzoni popolari tradizionali. La sua eredità è custodita al Museo letterario e musicale di Banská Bystrica.
Lo Stato nel 1978 gli riconobbe il titolo di Artista nazionale.